# Ото Сеп
Ото Сеп (Тузла, 1909 — Дулене, 6. април 1941) био је југословенски војни пилот и командант 110. ловачке ескадриле Југословенског краљевског ратног ваздухопловста. Погинуо је у борби са Луфтвафеом 6. априла 1941. када је његов авион оборен око села Дулене.

## Биографија
Ото Сеп је рођен у Тузли, тада Аустроугарској 1909. године у немачко-јеврејској породици. После завршене Војне академије Краљевина Југославије ступа у Југословенско краљевско ратно ваздухопловство и у Новом Саду завршава Пилотску школу. Усавршавање је наставио у Земуну у Шестом ловачком пуку, а 1935. године промовисан је у пилота ловца.
Апрлски рат га је затекао на месту командира 110. ловачке ескадриле, којом је руководио као капетан прве класе. Јутра 6. априла 1941. полетео је са аеродрома у Косанчићу код Лесковца и упутио се према Краљеву. Имао је задатак пресретања и извиђања, а у близини Краљева наишао је на авионе Луфтвафеа, који су га оборили изнад Дулена. Становници Дулена су га пронашли мртвог и сахранилу у селу, а после ослобођења Југославије је премештен у други гроб, удаљен око 40 метара, јер је први плавила река Дуленка.
Дана 16. aprila 2021. године, у селу Дулене је откривено спомен обележје Оту Сепу, постављено на иницијативу Савета месне заједнице Дулене, уз подршку СУБНОР-а и града Крагујевца. Споменик је свечано откривен интонирањем химне Србије и у присуству представника команде Гарнизона Крагујевца, градоначелника Николе Дашића, мештане Дулена и околних села, који су положили венце и поклонили се сенима погинулих пилота.